# Kroštule
Kroštule, tradicionalno su slatko pecivo izrađeno od tijesta koje je oblikovano u tanke uvijene vrpce, prženo i posuto šećerom u prahu."

## Povijest
Kroštule su se originalno proširile iz Italije u hrvatske regije Dalmaciju, Kvarner i Istru, Francusku, Poljsku, Grčku i ostatak svijeta. Kad su se recepti prenosili, sastojci se nisu bitnije mijenjali, ali je u svakoj kuhinji dobila sastojke i/ili dodatke specifične za tu nacionalnu i/ili regionalnu kuhinju.
Za hrvatsku kuhinju poznate su vrste: bračke kroštule čiji je dodatak kvasina, istarske kroštule čiji je dodatak bijelo vino, hvarske kroštule čiji je dodatak rakija, itd.
Može ih se oblikovati u mašnice, u leptiriće ili u kvadrate s jednim ili više proreza.

### Imena u drugim kuhinjama
U različitim nacionalnim kuhinjama kroštule se nazivaju različitim imenima: 
- Bjeloruski: хрушчы (chruščy) ili фаворкі (favorki)
- Bugarski: фаворки (favorki)
- Čileanski španjolski: calzones rotos
- Hrvatski: krostole, kroštule
- Češki: boží milosti
- Danski: klejner
- Francuski: bugnes, merveilles ("čuda")[1]
- Njemački: Fasnachtschüechli, Raderkuchen, Mutzenblätter
- Grčki: diples (δίπλες)[1]
- Mađarski: csöröge fánk
- Talijanski: chiacchiere ("chatter"), bugie ("lies"), cenci ("rags"), crostoli, frappe, galani, grostoli, sfrappole, nocche[1]
- Židovsko-španjolski: fiyuelas, fazuelos
- Latvijski: žagariņi, zaķauši ("zečje uši")
- Latgalian - žagareni
- Litvanski: žagarėliai
- Malteški: xkunvat
- Tibetanski: Khapse ili Khapsey
- Poljski: faworki, chruściki, chrusty
- Portugalski: orelha de gato, cueca virada, filhós, coscorão, cavaquinho, crostoli[1]
- Rumunjski: minciunele, uscatele, regionally: cirighele
- Ruski: хворост (khvorost: twigs, sticks), ponekad zvani Ruski twig kolači.
- Rusko-kanadski doukhobor dijalekt: орешки (oreshki: nuts)
- Slovački: fánka, čeregi
- Slovenski: flancati
- Španjolski: pestiños
- Švedski: klenäter
- Ukrajinski: вергуни (verhuny)
- Jidiš: כרוסט
- Engleski: Angel wings ("Anđeoska krila")